# Cook (cratère)
Pour les articles homonymes, voir Cook.
Cook est un cratère lunaire situé sur la face visible de la Lune entre la Mare Fecunditatis à l'Est et la Mare Nectaris à l'Ouest. Le cratère Cook est situé au sud-est du cratère Colombo, au sud des cratères Bellot et Crozier et au nord des cratères Biot et Monge. Le contour du cratère Cook n'a pas une forme tout à fait circulaire, mais plutôt hexagonale. Il est très érodé. Le centre du cratère a été recouvert par de la lave. À l'intérieur du cratère, vers le sud-est, se trouve un petit craterlet satellite "Cook A" 
En 1935, l'Union astronomique internationale a donné le nom de Cook à ce cratère en l'honneur du navigateur James Cook.
Par convention, les cratères satellites sont identifiés sur les cartes lunaires en plaçant la lettre sur le côté du point central du cratère qui est le plus proche de Cook.
| Cook | Latitude | Longitude | Diamètre |
| ---- | -------- | --------- | -------- |
| A    | 17.8° S  | 49.2° E   | 6 km     |
| B    | 17.3° S  | 51.7° E   | 9 km     |
| C    | 18.2° S  | 51.3° E   | 5 km     |
| D    | 20.1° S  | 53.4° E   | 4 km     |
| E    | 18.4° S  | 55.1° E   | 5 km     |
| F    | 17.6° S  | 55.4° E   | 7 km     |
| G    | 18.9° S  | 48.7° E   | 9 km     |